# England and Wales Cricket Board
Pour les articles homonymes, voir ECB.
L'England and Wales Cricket Board, littéralement Bureau du cricket en Angleterre et au pays de Galles, abrégé en ECB (et non ECWB), est l'instance dirigeante du cricket en Angleterre et au pays de Galles. L'ECB est fondé en 1997 en remplacement de plusieurs organismes. Il supervise le cricket amateur et professionnel et est responsable de l'équipe d'Angleterre.

## Historique
L'England and Wales Cricket Board est fondée le 1er janvier 1997. Il succède à trois organismes fondés en 1968 : le Test and County Cricket Board (TCCB), responsable du cricket professionnel et international, la National Cricket Association (NCA), responsable du cricket de loisirs, et le Cricket Council (CC), qui supervise les deux précédents. L'année suivante, la Women's Cricket Association, qui s'occupe du cricket féminin, vote son intégration à l'ECB.
En 2000, l'ECB scinde le County Championship, la compétition de cricket au format first-class, en deux divisions de neuf comtés. La même année, les principaux joueurs internationaux reçoivent pour la première fois des contrats de la part de la fédération : c'est elle qui les paye et qui décide de leur disponibilité dans leurs clubs respectifs.
Jusqu'en 1998, les test-matchs de l'équipe d'Angleterre à domicile sont l'un des événements sportifs classés « bijoux de la couronne » (Crown jewels), ce qui signifie qu'ils sont systématiquement diffusés sur une chaîne hertzienne. L'ECB obtient leur déclassement cette année-là. Les droits de diffusion sont cédés à Channel 4, une chaîne hertzienne, plutôt qu'à la BBC. À partir de 2006, les droits sont cédés à l'opérateur de diffusion par satellite BSkyB. En résulte une augmentation signification des revenus de l'ECB mais une diminution des audiences.
l'ECB signe un contrat avec le milliardaire américain Allen Stanford en 2008. Le contrat inclus l'organisation d'une série annuels de matchs au format Twenty20, les Stanford Super Series, qui culmine avec une rencontre entre l'Angleterre et une sélection caribéenne, les onze joueurs victorieux remportent notamment chacun un million de dollars américains. L'objectif, pour l'ECB, est d'éviter que ses meilleurs joueurs abandonnent leur carrière internationale pour se consacrer à temps plein à l'Indian Premier League, dans laquelle les salaires dépassent parfois le million de dollar par édition. Les Stanford Super Series ne se tiennent qu'une année, et sont annulées lorsqu'Allen Stanford est accusé de fraudes aux États-Unis.

## Dirigeants
L'ECB est dirigée par un « chairman ». Celui-ci est élu pour un mandat deux ans renouvelable par les représentants des dix-huit comtés du County cricket et du Marylebone Cricket Club. Pour pouvoir se présenter, il faut être soutenu par un miminum de deux clubs parmi les dix-neuf votants.
Les personnes qui occupent ou ont occupé le poste de chairman de l'ECB sont les suivantes :
- Lord Ian MacLaurin, de 1997 à 2002[11].
- David Morgan, de 2002 à 2007[12].
- Giles Clarke, élu en 2007[13].

## Responsabilités
L'ECB gère l'équipe Angleterre masculine. À partir de 2000, certains internationaux sont même directement sous contrat avec la fédération et non plus avec leurs clubs respectifs. L'équipe d'Angleterre de cricket féminin est sous la responsabilité de l'ECB à partir de 1998. Certaines joueuses reçoivent des contrats avec l'ECB à partir de 2008.
Parmi les compétitions qui sont sous sa responsabilité, figurent celles du County cricket, c'est-à-dire auxquelles participent dix-huit équipes de comtés :
- le County Championship, au format first-class (matchs de plusieurs jours).
- le Friends Provident Trophy (nom changeant selon les sponsors), au format list A (matchs d'une journée), supprimée à partir de 2010.
- le Clydesdale Bank 40 (nom changeant selon les sponsors), au format list A.
- la Twenty20 Cup, au format Twenty20.

L'ECB finance également, entre autres, certaines ligues au niveau amateur, les « Premier leagues », qui lui sont rattachées. Une « académie » est fondée en 2001. Elle s'entraîne d'abord à Adélaïde, en Australie, avant d'être basée à l'Université de Loughborough. En 2005, l'ECB lance « Chance to shine », un programme destiné à rendre le cricket à nouveau populaire dans les écoles.